# John Robertson (football, 1953)
Pour les articles homonymes, voir John Robertson, Neilson et Robertson.
John Neilson Robertson (né le 20 janvier 1953 à Uddingston) est un footballeur écossais. Il fait partie du Scottish Football Hall of Fame, depuis 2006, lors de la troisième session d'intronisation.

## Biographie
Milieu de terrain offensif de Nottingham Forest, c'est lui qui a inscrit le but de la victoire en coupe des champions en 1980 contre les Allemands de Hambourg.
Il a été sélectionné 28 fois en équipe d'Écosse, participant notamment aux coupes du monde 1978 et 1982. Il inscrit l'un de ses 9 buts en sélection contre la Nouvelle-Zélande lors du Mundial espagnol.
Robertson est aujourd'hui l'adjoint du manager d'Aston Villa Martin O'Neill.

## Clubs
- Nottingham Forest (1970-1983)
- Derby County (1983-1985)
- Nottingham Forest (1985-1986)

## Palmarès
- Coupe d'Europe des clubs champions : 1979, 1980
- Supercoupe de l'UEFA : 1979
- Championnat d'Angleterre : 1978
- Coupe de la Ligue : 1978, 1979
- Charity Shield : 1978